# 艾哈邁德·薩米爾·薩勒
艾哈邁德·薩米爾·薩利赫（1974年9月17日—）是埃及政治家，擔任工業和貿易部長。他於2016年至2022年擔任埃及議會議員，並擔任智利-埃及議會友好小組主席。

## 教育程度和職業
薩利赫擁有機械工程學士學位（1996年）。在加入10月6日投資協會之前，他曾擔任 Canal for Plastic Company 的副主席，該協會是該協會的董事會成員和主席。他於2016年被選為埃及議會議員。在眾議院，他專注於經濟發展，並發起了埃及工業法的多項修正案，並在《統一投資法》的通過中發揮了突出作用。他曾擔任眾議院經濟事務委員會主席，直至被任命為接替內文·加梅的工業和貿易部長。